# Bright Young Things

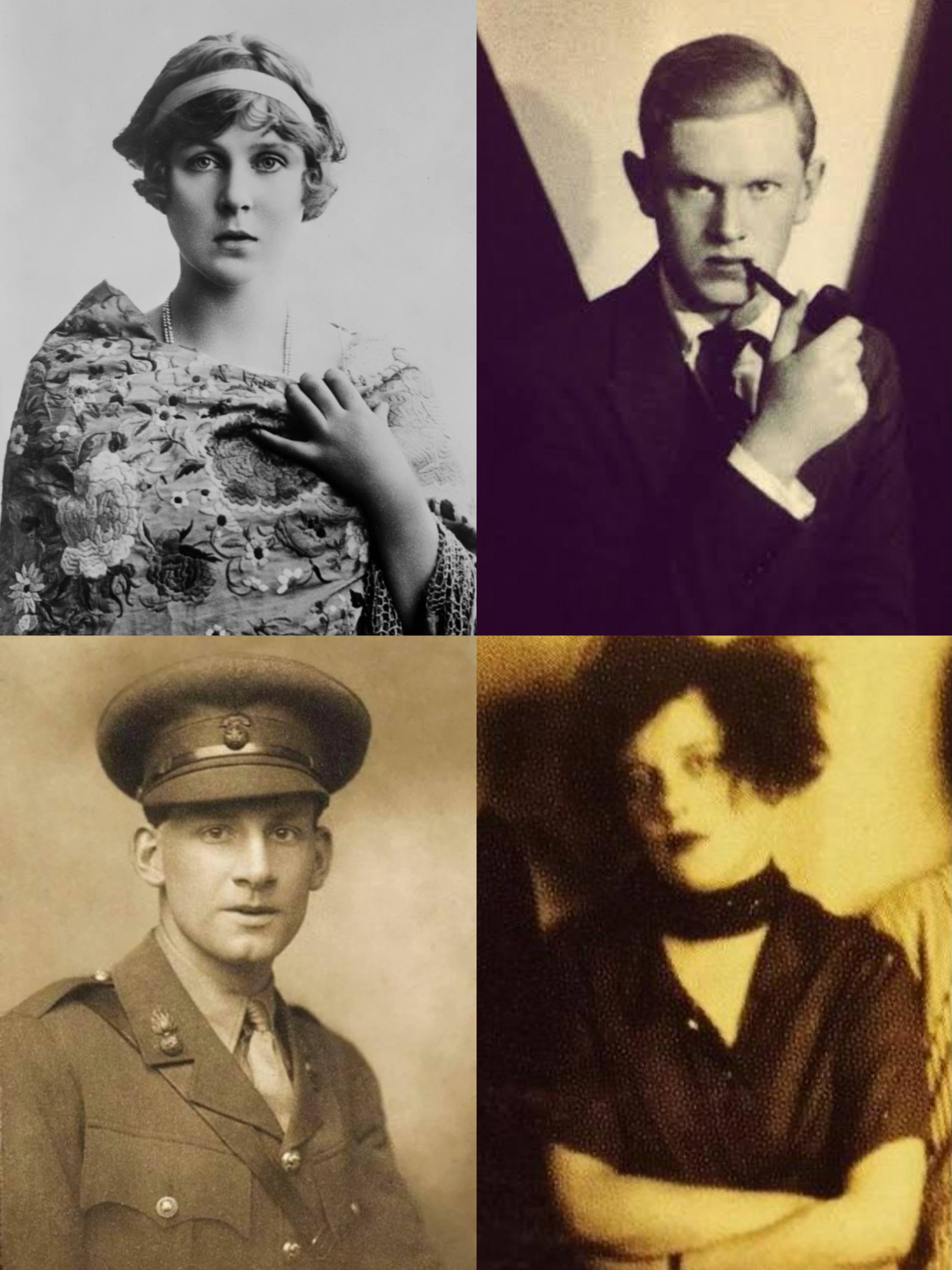
Представники золотої молоді. За годинниковою стрілкою: леді Діана Купер, письменник Івлін Во, поет Зігфрід Сассун та світська левиця Шейла Чісхолм.

Золота молодь (Bright Young Things — «яскраві молоді штуки», або Bright Young People — «яскрава молодь») — термін, вигаданий бульварною пресою, на позначення групи молодих митців, письменників та богеми, яка сформувалася в Лондоні на початку XX століття.
Ця група стала відомою у 1920-х роках завдяки гучним вечіркам, театралізованим забавам та витівкам, які часто ставали предметом репортажів у таблоїдах. Преса висвітлювала їхні маскарадні бали, «полювання на скарби» (англ. treasure hunts) нічним Лондоном, скандальні романи та епатажний спосіб життя.

## Загальна характеристика
Золота молодь поєднувала мистецькі кола й аристократію: серед них були як нащадки старих англійських родів, так і авангардні митці та літератори. Їхні вечірки нерідко перетворювалися на сатиру над консервативними цінностями британського суспільства. Водночас ця молодь стала символом «ревучих двадцятих» — епохи після Першої світової війни, позначеної культурними зрушеннями, зростанням інтересу до джазу, моди та нових форм мистецтва.
Більшість представників «яскравої молоді» походили з аристократичних родин або з «нових багатіїв» і навчалися в закритих школах для еліти, передусім у Ітонському коледжі та Оксфорді. Саме там у 1910–1920-х сформувалася культура дружніх гуртків, де поєднувалися класична освіта, літературні амбіції й ранні експерименти з ексцентричністю. В Ітоні, наприклад, виникло «Ітонське товариство мистецтв» (англ. Eton Society of the Arts), членами якого були Браян Говард, Ентоні Поуелл, Гарольд Актон та інші майбутні «Bright Young People». Вони організовували театралізовані вистави, літературні вечори, і вже тоді відточували іронічний стиль, що пізніше став візитівкою лондонських вечірок. Продовженням цього середовища став Оксфордський «Клуб лицемірів» (англ. Hypocrites' Club), де студенти змагалися у дотепності, влаштовували костюмовані вечірки та епатували більш традиційне академічне оточення. Саме ці осередки дали перших організаторів і натхненників нічних полювань у Лондоні. Таким чином, «золота молодь» була не стільки спонтанним явищем, скільки логічним продовженням приватних шкільних і університетських гуртків англійської еліти, яка шукала нові форми самовираження після травми Першої світової війни.

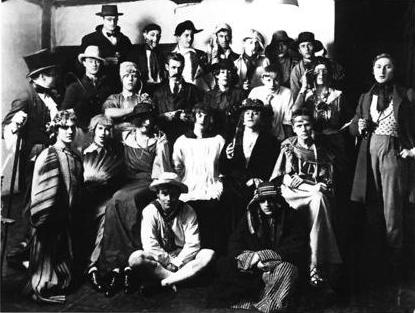
Костюмована вечірка «Клубу лицемірів».

Попри свою репутацію «безтурботних гульвіс», чимало представників «золотої молоді» залишили значний культурний слід: Івлін Во осмислив цю атмосферу у романі «Мерзенна плоть» (англ. Vile Bodies; 1930 року), Сесіл Бітон став одним із найвідоміших фотографів XX століття, а Вільям Волтон — композитором світового рівня.
Ця група провокувала не лише інтерес, а й неоднозначне ставлення суспільства. Їхні костюмовані бали, нічні «полювання на скарби», рясне споживання алкоголю й іноді наркотиків — усе це активно висвітлювала таблоїдна преса, іноді з жовчю та осудом. Найграндіозніші «полювання» (англ. treasure hunts), із хитромудрими натяками й підказками, захованими в газетах, хлібі чи на розвішених прапорах на будівляї — ставали справжніми нічними пригодами, які пожвавлювали й розбурхували Лондон.

## Нічні полювання та гучні вечірки

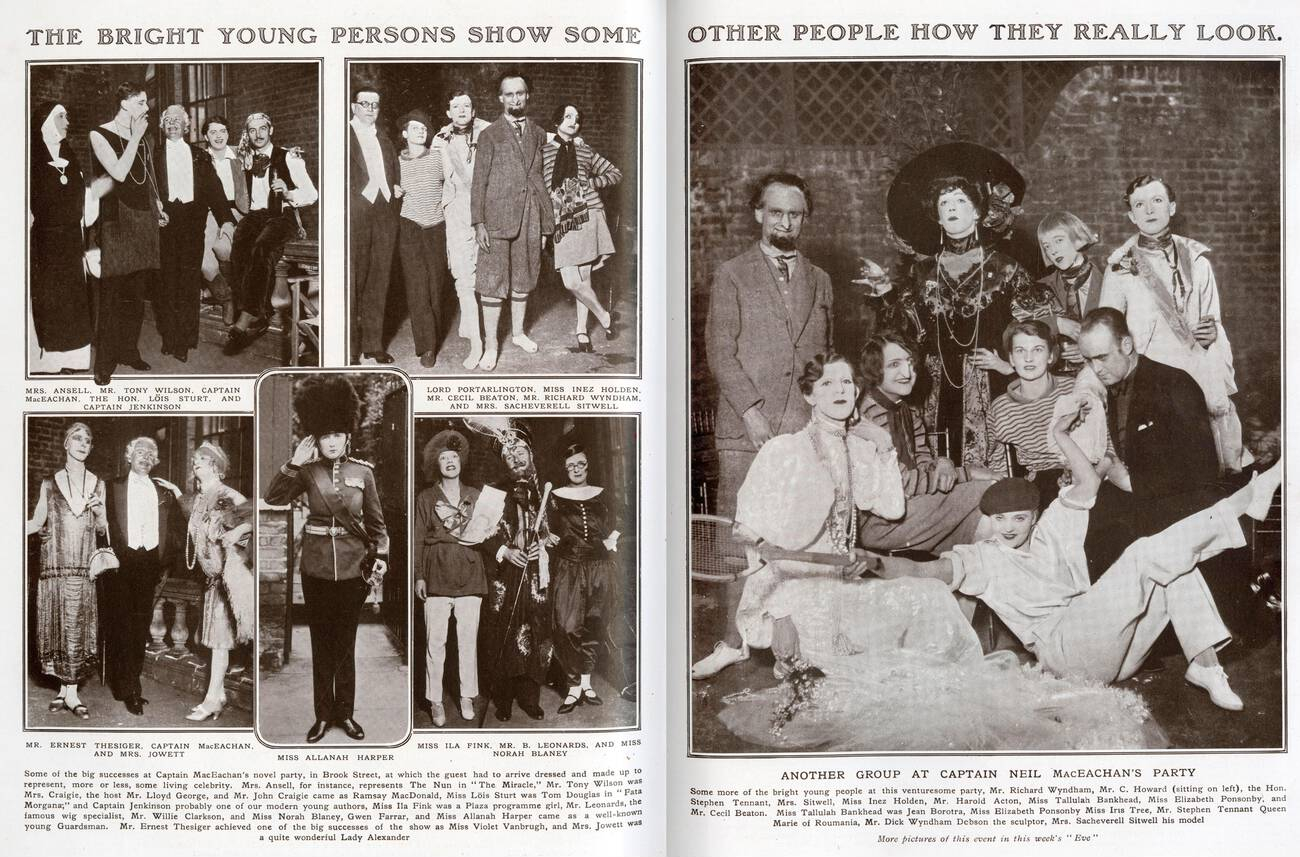
Розворот газети «Татлер» на двох сторінках, де повідомляється про вечірку на Брук-стріт, де відомі особистості переодягнулися у живих знаменитостей. Один з прикладів «золотої молоді».

Спершу такі пошукові ігри починалися серед добре вихованих студенток та молодих жінок, які бігали чи їздили містом на автобусах, трамваях і метро в пошуках «скарбу». Згодом до них долучилися хлопці, і полювання масштабувалися: учасники пересідали у швидкі авто і вирушали на пошуки навіть у передмістя Лондона. Формат квесту був простим і екстравагантним: вечір починався з коктейлів, далі хлопці й дівчата у вишуканому чи абсурдному вбранні ганялися за підказками, захованими в бутиках, нічних клубах чи навіть у поліцейських дільницях. Завдання могли займати всю ніч і закінчуватися тільки на світанку, залишаючи за собою слід із порожніх пляшок шампанського та сюжетів для газетних скандалів.
Кожне таке полювання супроводжувалося великою костюмованою вечіркою. Час від часу учасники перевдягаються — темою могла бути екстравагантна мода, жанрове перевтілення чи андрогінність. Чоловіків заохочували вдягатися більш «жіночно», а жінок — навпаки, це було загальноприйнятою грою зі зміною статевих ролей.
Для таких ігор також була характерна гедоністична поведінка. Молоді люди зловживали алкоголем і часто експериментували з наркотиками (гашишем, кокаїном тощо), танцювали й гуляли до ранку, відвідували коктейль-бари та клуби.

## Реакція суспільства

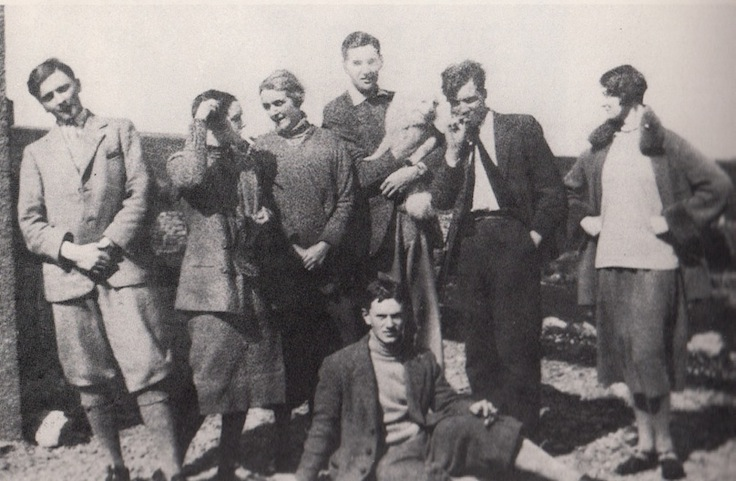
Типові представники «золотої молоді».

Спершу пересічним британцям і журналістам пригоди «яскравих молодих людей» здавалися видовищними. Таблоїди охоче друкували детальні репортажі та фотографії їхніх ночей: у газетах виходили колонки про їхні квести та бали. Преса перетворювала їх на об'єкт всецілої уваги, а ці молоді люди буквально жили життям-заголовком, читаючи вранці про себе у газетах. Разом з тим у публіки почали формуватися неоднозначні враження. Уже до кінця 1920-х жителі країни, що входила у період економічної кризи, почали обурюватися «марнотратством» і зверхністю цих вечірок. Дотепники та критики висміювали їхню розпусність — знаменитий композитор і драматург Ноел Кавард навіть написав п'єсу з сатиричними піснями про цю групу, з легкою іронією змальовуючи їхню «досадну» поведінку. У газетах з'явилися критичні матеріали: їх звинувачували у нарцисизмі, пустощах і цинічному ігноруванні соціальних труднощів країни.
Загалом, «фазу захоплення їхнім життям» завершила велика вечірка «червоний і білий бал» (листопад 1931). Після цього випадку преса остаточно «охолола» до руху, про них писали все менше і з іронією, а сам рух поволі зійшов нанівець. Таким чином їхні бурхливі вечірки й квести фактично закінчилися з початком 1930-х, коли суспільство перестало терпляче ставитися до подібного способу життя.

## Літературно-кінематографічні відгуки
Те, що було в реальному житті — знаходило відгук у літературі та кіно. Найвідоміший приклад — сатира в романі Івліна Во «Мерзенна плоть» (англ. Vile Bodies; 1930 року), який спочатку мав назву «Bright Young Things». Роман висміює як самих представників богеми, так і пресу, що «пожирала» їхні пригоди.
У 2003-му Стівен Фрай втілив цей роман у фільмі «Золота молодь», який майже не стриманий у зображенні декадентства: вечірки, алкоголь, кокаїн, скандали й преса. Кінематографічне бачення додає епатажу та гіркої усмішки до історії.

## Видатні представники
Серед найвідоміших представників були:
- Гарольд Актон
- Патрік Бальфур
- Сесіл Бітон
- Джон Бетчеман
- Едвард Барра
- Роберт Байрон
- Шейла Чісхолм
- Дафна Філдінг
- Едвард Ґаторн-Гарді
- Моффі Ґаторн-Гарді
- Теренс Люсі Ґринідж
- Волтер Гіннес
- Діана Мітфорд
- Ентоні Поуелл
- Едіт Сітвелл
- Івлін Во
- Зігфрід Сассун
- Діана Купер
- Вільям Волтон